# Cream
Cream là bộ ba siêu ban nhạc người Anh, chơi nhạc rock trong thập niên 1960 bao gồm ca sĩ/tay bass Jack Bruce, tay trống Ginger Baker và ca sĩ/guitar Eric Clapton. Âm thanh đặc trưng của họ được pha trộn giữa blues rock, hard rock và psychedelic rock, bao hàm nhiều chủ đề phiêu diêu cùng phong cách chơi guitar kiểu blues của Clapton, chất giọng khỏe và cách chơi bass điêu luyện của Bruce, cách chơi trống bùng nổ và mang hơi hướng jazz của Baker đi kèm với ca từ ảnh hưởng từ nhà thơ Pete Brown. Album thứ ba của nhóm, Wheels of Fire, là album-kép đầu tiên của lịch sử âm nhạc. Cream được nhìn nhận là một trong những siêu ban nhạc thành công nhất lịch sử với hơn 15 triệu đĩa bán được. Âm nhạc của họ được xây dựng từ những giai điệu blues truyền thống như trong "Crossroads" và "Spoonful", blues hiện đại trong "Born Under a Bad Sign" ngoài ra còn có những sáng tác sử dụng hoàn toàn các nhạc cụ điện như "Strange Brew", "Tales of Brave Ulysses" hay "Toad".
Những ca khúc thành công nhất của ban nhạc có thể kể tới "I Feel Free" (thứ 11 tại Anh), "Sunshine of Your Love" (thứ 5 tại Mỹ), "White Room" (thứ 6 tại Mỹ), "Crossroads" (thứ 28 tại Mỹ) và "Badge" (thứ 18 tại Anh). Cream gây ảnh hưởng sâu rộng tới nền âm nhạc quần chúng vào thời điểm đó, và cùng Jimi Hendrix với Terry Kath của nhóm Chicago là những người phổ biến việc sử dụng chiếc pedal wah-wah. Họ cũng mạnh dạn nhắc tới những chủ đề âm nhạc mới phủ bóng lên những nghệ sĩ đương thời như Led Zeppelin, The Jeff Beck Group và Black Sabbath cuối những năm 1960 đầu những năm 1970. Phong cách trình diễn psychedelic rock của họ cũng là nguồn cảm hứng cho nhiều ban nhạc như Rush. Cream được vinh danh tại Đại sảnh Danh vọng Rock and Roll vào năm 1993. Họ cũng có tên trong những danh sách "100 nghệ sĩ vĩ đại nhất" từ tạp chí Rolling Stone và kênh VH1 ở lần lượt vị trí 67 và 61. Họ cũng có được vị trí số 16 trong danh sách "100 nghệ sĩ Hard rock vĩ đại nhất" của VH1.

## Danh sách đĩa nhạc
- Fresh Cream (1966)
- Disraeli Gears (1967)
- Wheels of Fire (1968)
- Goodbye (1969)